# Природно-заповідний фонд Києва

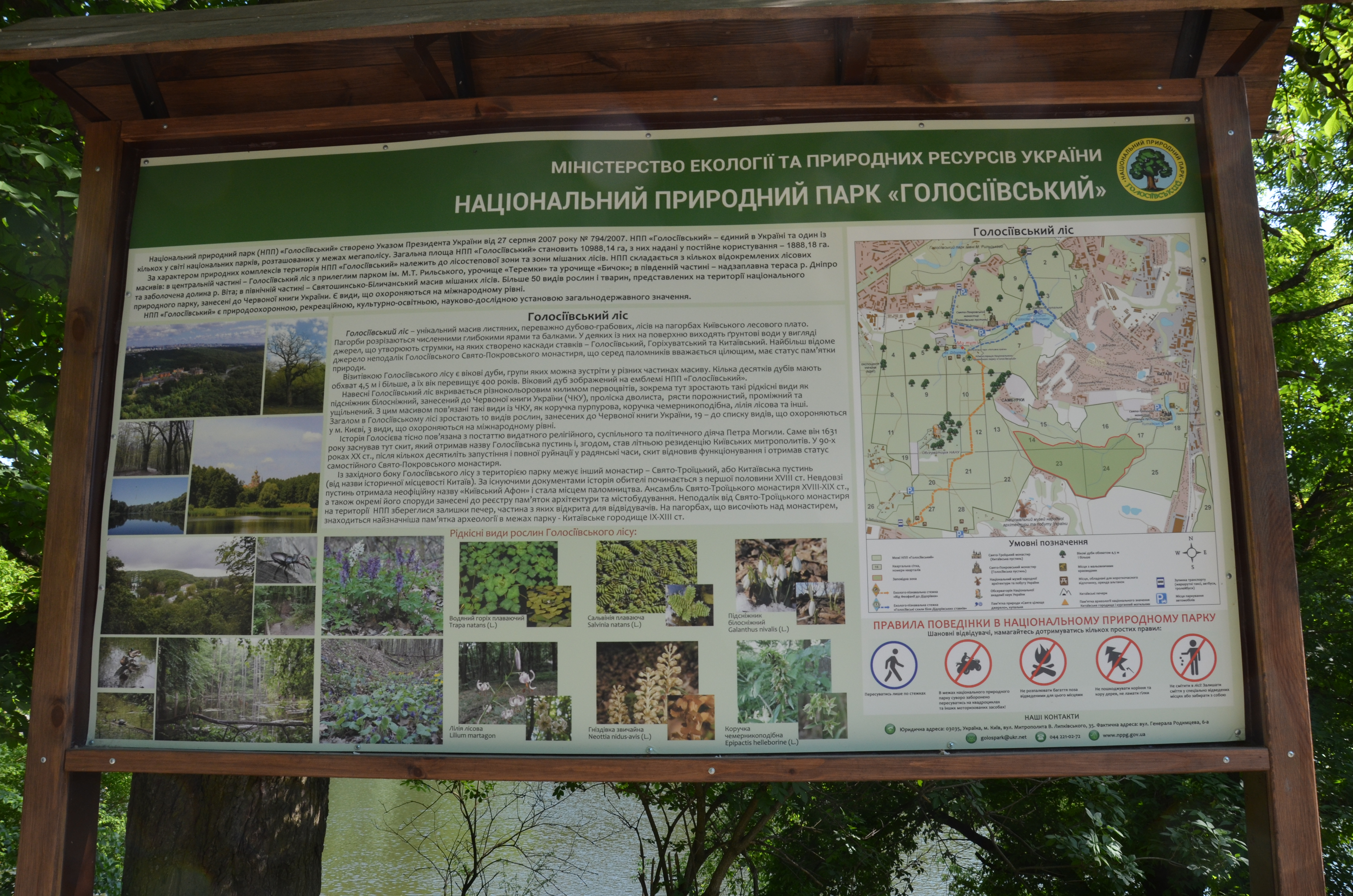
Національний природний парк «Голосіївський» — найбільша природоохоронна територія Києва

Природно-заповідний фонд (ПЗФ) міста Києва — сукупність природохоронних територій різних категорій, створених для збереження природи столиці України — Києва.
Станом на 2024 р. на території Києва функціонує один національний природний парк, 1 заказник, 1 пам'ятка природи, 3 ботанічних сади, 1 дендрологічний парк, 1 зоопарк та 9 парків садово-паркового мистецтва загальнодержавного значення.
Система об'єктів природно-заповідного фонду місцевого значення включає 4 регіональних ландшафтних парки, 44 заказники, 155 пам'яток природи та 13 парків-пам'яток садово-паркового мистецтва, 1 дендропарк місцевого значення.

## Історія природно-заповідної справи у Києві
У 1893 р. київський рибовод Іван Никифорович Фалєєв створює Київський відділ Російського товариства рибоводства та риболовства і в цьому ж році добивається взяття під охорону Товариством відомого київського нерестовища — озерного урочища Конча-Заспа під Києвом. Цей природний об'єкт став першим у Києві і хронологічно четвертим заповідним об'єктом на сучасній території України. Завдяки зусиллям І. Н. Фалєєва територія Конча-Заспи охоронялася товариством до 1917 р.
Трохи пізніше завдяки О. А. Янаті, І. Н. Фалєєву та іншим було прийняте рішення НКЗ УРСР від 29 грудня 1921 р.: «Учитывая громадное значение озера „Конча-Глушец“, протоки „Лящивка“, урочища „Заспа“ Хотовской волости Киевского уезда, как места нереста ряда пород рыб среднего течения Днепра, признать указанные угодья с прилегающей к ним землей (лугами) в количестве 150 десятин государственным рыбным заповедником». В 1931 р. Конча-Заспа стала державним заповідником. У 1934 р. заповідник ліквідують.
У 1960 р. парком-пам'яткою садово-паркового мистецтва загальнодержавного значення оголошено Володимирську гірку, Маріїнський парк та Голосіївський парк ім. М. Т. Рильського.
У 1972 р. створено парки-пам'ятки садово-паркового мистецтва загальнодержавного значення: «Голосіївський ліс», «Феофанія», «Сирецький гай», «Нивки» (східна частина), «Святошинський лісопарк» та «Пуща-Водицький лісопарк», пам'ятки природи місцевого значення — «Золотоворітський сквер», «бульвар Тараса Шевченка», «Віковий дуб» на вул. Суворова, «Вікові дуби і липи» в провулку Делегатський, «Вікові дуби, липи і каштани» по вул. Вишгородська, 45, «Вікова липа» біля Історичного музею, «Вікові дуби» біля кінотеатру Шевченка, «Вікові липи та каштани» у Києво-Печерській Лаврі, «Вікові липи, ясени і каштани» по вул. Володимирська та «Віковий каштан» по вул. Китаївська, 15. Цього ж року створено парки-пам'ятки садово-паркового мистецтва місцевого значення: «Парк ім. Т. Шевченка», «Кирилівський гай», «Аскольдова могила», «Міський сад», «Березовий гай», парк «Нивки» (західна частина), «Хрещатий», «Парк ім. Пушкіна», «Парк Політехнічного інституту», «Вічної слави» та «Парк Кинь Грусть». У 1978 р. створено низку заказників місцевого значення на території Дарницького лісопаркового господарства: «Березовий гай», «Біла діброва», «Рибне», а також Святошинського лісопаркового господарства — «Межигірське», лісопаркового господарства «Конча-Заспа» — «Дачне». 1979 р. взято під охорону створенням ботанічної пам'ятки природи загальнодержавного значення цінне Романівське болото на території Святошинського лісопаркового господарства.
1983 р. оголошено ботанічними садами загальнодержавного значення сучасні Національний ботанічний сад ім. М. М. Гришка НАН України, ботанічний сад ім. академіка О. В. Фоміна КНУ, Сирецький дендропарк оголошено дендрологічним парком загальнодержавного значення, а київський зоопарк набув статусу зоопарку загальнодержавного значення. У 1989 р. завдяки зусиллям науковців та громадськості, було створено один з найцінніших заказників Києва — ботанічний заказник загальнодержавного значення «Лісники», а також надано статус ботанічного саду загальнодержавного значення сучасному ботанічному саду НУБіП України.
З 1990-х рр. найбільшу роль у розбудові мережі об'єктів природно-заповідного фонду Києва відіграє Київський еколого-культурний центр. За його ініціативою при підтримці Київського національного університету ім. Тараса Шевченка та Держуправління екології в м. Києві було створено низку об'єктів ПЗФ. Зокрема, рішеннями Київради від 1994, 1997, 1999 та 2001 рр. було взято під охорону низку вікових дерев. Було також створено регіональний ландшафтний парк «Лиса гора» (1994 р.), іхтіологічний заказник місцевого значення «озеро Вербне» (1994 р.), ботанічну пам'ятку природи місцевого значення «Лісове урочище Крістерів» (1997 р.), ботанічну пам'ятку природи місцевого значення «Природний об'єкт цілини» (1997 р.), зоологічний заказник місцевого значення «острови Ольжин і Козачий» (1999 р.), ландшафтний заказник місцевого значення «Жуків острів» (1999 р.), загальнозоологічний заказник місцевого значення Урочище «Бобровня» (1999 р.), ботанічну пам'ятку природи місцевого значення «Дендропарк ім. Богомольця» (1999 р.), гідрологічні пам'ятки природи місцевого значення «Святе цілюще джерело» у Голосієві, «Два водних джерела» у Феофанії та «Виток річки Либідь» (1999 р.), ботанічну пам'ятку природи місцевого значення «Верхнє озеро-ставок з Китаївського каскаду» (1999 р.), ботанічну пам'ятку природи місцевого значення «Крістерова гірка» (2001 р.), заказники місцевого значення «Пуща-Водиця» та «Річка Любка» (2002 р.), ландшафтний заказник місцевого значення «Муромець-Лопуховате» (2002 р.), комплексну пам'ятку природи місцевого значення «Природне русло р. Либідь» (2002 р.), пам'ятку природи «Дубовий гай з природною водоймою» (2002 р.), заказник «Пляхова» (2003 р.), лісовий заказник місцевого значення «Межигірсько-Пуща-Водицький» (2005 р.), комплексну пам'ятку природи місцевого значення «Дніпрові кручі» (2007 р.), комплексну пам'ятку природи місцевого значення «Літописні гори» (2007 р.), комплексну пам'ятку природи місцевого значення «Замкова гора» (2007 р.). Отримали охоронний статус близько 200 вікових дерев, серед яких 900-річний «Дуб Грюнвальда» та 600-річний «Дуб на Синій воді», ботанічна пам'ятка природи місцевого значення «Сосна Нестерова» та багато інших.
Також спеціалістами КЕКЦ та Київського національного університету ім. Т. Шевченка підготовано низку зведень та рекомендацій відносно природно-заповідного фонду.
Об'єкти ПЗФ в цей час створювалися і з ініціативи інших організацій. У 1994 р. створено також регіональний ландшафтний парк «Партизанської слави». У 1997 р. створений «Ландшафтний заказник місцевого значення на лівому березі озера Конча» як буферна зона для резиденції президента. У 2017 р. оголошено ландшафтний заказник місцевого значення «Радунка».
З ініціативи активіста «Спілки порятунку Голосієва» М. Ю. Михалка у 2003 р. створено регіональний ландшафтний парк «Голосіївський». А 27 серпня 2007 р. зусиллями того ж М. Ю. Михалка Указом Президента України № 794/2007 був створений національний природний парк «Голосіївський». Це перший національний парк, створений у Києві. 1 травня 2014 р. він був розширений більш ніж в два рази.
Активну участь у створенні нових об'єктів природно-заповідного фонду відіграють мешканці Києва, Управління екології та природних ресурсів КМДА і депутати Київської міськради. Зокрема, після тривалої перерви у створенні нових площадних об'єктів природно-заповідного фонду у Києві у 2017 р. створено ландшафтний заказник місцевого значення «Радунка», у 2018 р. створено парк-пам'ятку садово-паркового мистецтва місцевого значення «Парк Кіото».
В 2019—2023 рр. завдяки співпраці Київського еколого-культурного центру з екологічною комісією Київради створено ландшафтні заказники місцевого значення: «Труханів острів» (2019 р.), «Осокорківські луки» (2019 р.), «Озеро Тягле» (2019 р.), «Золотий ліс Пуща-Водиці» (2020 р.), «Яр пролісок» (2020 р.), «Озеро Редькино» (2020 р.), «Затока Наталка» (2020 р.), «Церковщина» (2020 р.), «Деснянські луки» (2020 р.), «Багринова гора» (2020 р.), «Долина річки Коноплянка» (2020 р.), «Червонохуторські озера» (2020 р.), «Бабин яр» (2020 р.), «Гора Щекавиця» (2020 р.), «Совська балка» (2020 р.), «Конча-Заспа» (2020 р.), «Зелена мрія» (2020 р.), «Дарничанка» (2021 р.), «Вовча гора» (2021 р.), «Зелений гай» (2021 р.), «Став Кулик» (2021 р.), а також комплексні пам'ятки природи місцевого значення: «Зелена діброва» (2020 р.), «Реп'яхів яр» (2020 р.), «Витоки річки Нивки» (2020 р.) та ботанічні пам'ятки природи місцевого значення «Три дуби» (2020 р.), «Реп'яхів яр» (2020 р.), Дуби — Голосіївські велетні» (2020 р.), «Дуб Петра Могили», «Самбурські дуби», «Дуб ополченський», «Дуб Тотлебена», «Дуб Григорія Кожевнікова» (усі - 2020 р.), «Катальпа красуня» (2021 р.), «Дуб красень» (2021 р.), «Квітковий рай» (Дарницьке ЛПГ, 2021 р.), «Вікові сосни» (2021 р.).
Робота з розбудови природно-заповідного фонду столиці не припинилася навіть в умовах Російської агресії проти України в 2022 р. Завдяки зусиллям КЕКЦ та громадських активістів створено ландшафтні заказники  «Озеро Малинівка» (2022 р.), «Протасів Яр» (2022 р.),  «Озеро Заплавне» (2022 р.), «Озеро Алмазне» (2022 р.), «Совська Пронька» (2022 р.), «Броварський ліс» (2023 р.). У 2022-2023 р. завдяки ініціативі КЕКЦ створено зоологічну пам’ятку природи місцевого значення «Гай хижих птахів» та ботанічні пам'ятки природи: «Райська яблуня», «Тис ягідний», «Квіткова», «Заплава орхідей», «Броварська пуща», «Сонячна»,  «Зозулин яр» та «Гронянка»;
Розширення природно-заповідного фонду м. Києва як і України загалом стикається з великим колом проблем, пов'язаних переважно з небажанням землевласників погоджувати клопотання щодо створення нових об'єктів природно-заповідного фонду. Окрім суто комерційних міркувань, однією з причин такої ситуації є все ще низький рівень обізнаності киян у екологічних питаннях міста. Зокрема, люди не знають, що в Києві ще є чимало куточків, де збереглася природа, не знають, де розташовані існуючі заповідні об'єкти, не усвідомлюють наслідків знищення як існуючих так і перспективних заповідних об'єктів внаслідок варварської забудови. Ситуація, безумовно, змінилася на краще навіть у порівнянні з початком 2000-х років, проте у київських природоохоронців та громадськості все ще дуже багато роботи.

## Склад природно-заповідного фонду Києва
Національні природні парки:
1. Національний природний парк «Голосіївський».

Заказники загальнодержавного значення:
1. Ботанічний заказник загальнодержавного значення «Лісники»;

Пам'ятки природи загальнодержавного значення:
1. Ботанічна пам'ятка природи загальнодержавного значення «Романівське болото»;

Ботанічні сади загальнодержавного значення:
1. Ботанічний сад загальнодержавного значення НАУ;
2. Ботанічний сад загальнодержавного значення ім. академіка О. В. Фоміна;
3. Ботанічний сад загальнодержавного значення «Національний ботанічний сад ім. М.Гришка»;

Парки пам'ятки садово-паркового мистецтва загальнодержавного значення:
1. Парк-пам'ятка садово-паркового мистецтва загальнодержавного значення «Пуща-Водицький лісопарк»;
2. Парк-пам'ятка садово-паркового мистецтва загальнодержавного значення «Святошинський лісопарк»;
3. Парк-пам'ятка садово-паркового мистецтва загальнодержавного значення «Голосіївський ліс»;
4. Парк-пам'ятка садово-паркового мистецтва загальнодержавного значення «Голосіївський парк ім. М.Рильського»;
5. Парк-пам'ятка садово-паркового мистецтва загальнодержавного значення «Феофанія»;
6. Парк-пам'ятка садово-паркового мистецтва загальнодержавного значення «Парк „Нивки“ (східна частина)»;
7. Парк-пам'ятка садово-паркового мистецтва загальнодержавного значення «Сирецький гай»;
8. Парк-пам'ятка садово-паркового мистецтва загальнодержавного значення «Маріїнський парк»;
9. Парк-пам'ятка садово-паркового мистецтва загальнодержавного значення «Володимирська гірка»;

Дендропарки загальнодержавного значення:
1. Сирецький дендрологічний парк загальнодержавного значення;

Зоопарки загальнодержавного значення:
1. Київський зоологічний парк загальнодержавного значення;

Регіональні ландшафтні парки:
1. Регіональний ландшафтний парк «Голосіївський» (втрачений);
2. Регіональний ландшафтний парк «Дніпровські острови»;
3. Регіональний ландшафтний парк «Лиса Гора»;
4. Регіональний ландшафтний парк «Партизанська Слава»;

Заказники місцевого значення:
1. Лісовий заказник місцевого значення «Межигірсько-Пуща-Водицький»;
2. Ландшафтний заказник місцевого значення «Пляхова»;
3. Ландшафтний заказник місцевого значення «Муромець-Лопуховате»;
4. Загальнозоологічний заказник місцевого значення «Річка Любка»;
5. Ландшафтний заказник місцевого значення «Пуща-Водиця»;
6. Загальнозоологічний заказник місцевого значення гирлової системи р. Віта, островів Ольжин та Козачий;
7. Загальнозоологічний заказник місцевого значення «Бобровня»;
8. Ландшафтний заказник місцевого значення «Жуків острів»;
9. Ландшафтний заказник місцевого значення «Лівий берег оз. Конча»;
10. Іхтіологічний заказник місцевого значення «Озеро Вербне»;
11. Лісовий заказник місцевого значення «Дачне»;
12. Лісовий заказник місцевого значення «Межигірське»;
13. Лісовий заказник місцевого значення «Біла діброва»;
14. Ботанічний заказник місцевого значення «Березовий гай»;
15. Лісовий заказник місцевого значення «Рибне»;
16. Ландшафтний заказник місцевого значення «Радунка»;
17. Ландшафтний заказник місцевого значення «Труханів острів»;
18. Ландшафтний заказник місцевого значення «Осокорківські луки»;
19. Ландшафтний заказник місцевого значення «Озеро Тягле»;
20. Ландшафтний заказник місцевого значення «Озеро Редькіно»;
21. Ландшафтний заказник місцевого значення «Затока Наталка»;
22. Ландшафтний заказник місцевого значення «Троєщинські луки»;
23. Ландшафтний заказник місцевого значення «Деснянські луки»;
24. Ландшафтний заказник місцевого значення «Конча-Заспа».
25. Ландшафтний заказник місцевого значення «Яр пролісок»;
26. Ландшафтний заказник місцевого значення «Золотий ліс»;
27. Ландшафтний заказник місцевого значення «Багринова гора»;
28. Ландшафтний заказник місцевого значення «Урочище Церковщина»;
29. Ландшафтний заказник місцевого значення «Червонохуторські озера»;
30. Ландшафтний заказник місцевого значення «Долина річки Коноплянка»;
31. Ландшафтний заказник місцевого значення «Бабин яр»;
32. Ландшафтний заказник місцевого значення «гора Щекавиця»;
33. Ландшафтний заказник місцевого значення «Совська балка»;
34. Ландшафтний заказник місцевого значення «Зелена мрія»;
35. Ландшафтний заказник місцевого значення «Дарничанка» (2021 р.).
36. Ландшафтний заказник місцевого значення «Вовча гора» (2021 р.).
37. Ландшафтний заказник місцевого значення «Зелений гай» (2021 р.).
38. Ландшафтний заказник місцевого значення «Став Кулик» (2021 р.).
39. Ландшафтний заказник місцевого значення «Озеро Заплавне» (2022 р.).
40. Ландшафтний заказник місцевого значення «Озеро Малинівка» (2022 р.).
41. Ландшафтний заказник місцевого значення «Протасів Яр» (2022 р.).
42. Ландшафтний заказник місцевого значення «Озеро Алмазне» (2022 р.).
43. Ландшафтний заказник місцевого значення «Совська Пронька» (2022 р.).
44. Ландшафтний заказник місцевого значення «Броварський ліс» (2023 р.).

Пам'ятки природи місцевого значення:
1. Ботанічна пам'ятка природи місцевого значення «Сосна Нестерова»;
2. Ботанічна пам'ятка природи місцевого значення «Куренівські тополі»;
3. Ботанічна пам'ятка природи місцевого значення «Каштан Ковніра»;
4. Ботанічна пам'ятка природи місцевого значення «Дуби Слави»;
5. Ботанічна пам'ятка природи місцевого значення «Дуби Рильського»;
6. Ботанічна пам'ятка природи місцевого значення «Дуб Мозолевського»;
7. Ботанічна пам'ятка природи місцевого значення «Група вікових дерев тополі білої»;
8. Ботанічна пам'ятка природи «Вікове дерево акації»;
9. Ботанічна пам'ятка природи місцевого значення «Царський дуб»;
10. Ботанічна пам'ятка природи місцевого значення «Дуб Вітовта»;
11. Ботанічна пам'ятка природи місцевого значення «Дуби Екзюпері»;
12. Ботанічна пам'ятка природи місцевого значення «Гінкго Сікорського»;
13. Ботанічна пам'ятка природи місцевого значення «Дуб Корольова»;
14. Ботанічна пам'ятка природи місцевого значення «Дуб на Сетомлі»;
15. Ботанічна пам'ятка природи місцевого значення «Дуб Громашевського»;
16. Ботанічна пам'ятка природи місцевого значення «Дуб-Відун»;
17. Ботанічна пам'ятка природи місцевого значення «Старий дуб»;
18. Ботанічна пам'ятка природи місцевого значення «Дерева дерену Святослава Ярославича»;
19. Ботанічна пам'ятка природи місцевого значення «Шовковиця Сковороди»;
20. Ботанічна пам'ятка природи місцевого значення «Шовковиця Шевченка»;
21. Ботанічна пам'ятка природи місцевого значення «Дуб-хитрун»;
22. Ботанічна пам'ятка природи місцевого значення «Шулявський дуб»;
23. Ботанічна пам'ятка природи місцевого значення «Голосіївські метасеквойї»;
24. Ботанічна пам'ятка природи місцевого значення «Дуб Шурун»;
25. Ботанічна пам'ятка природи місцевого значення «Дуб Хорунженко»;
26. Ботанічна пам'ятка природи місцевого значення «Дуб Фролкіна»;
27. Ботанічна пам'ятка природи місцевого значення «Дуб на синій воді»;
28. Ботанічна пам'ятка природи місцевого значення «Груша Іващенко»;
29. Ботанічна пам'ятка природи місцевого значення «Шевченків дуб»;
30. Ботанічна пам'ятка природи місцевого значення «Тополя метробудівська»;
31. Ботанічна пам'ятка природи місцевого значення «Шовковиці Шевченка та Стуса»;
32. Ботанічна пам'ятка природи місцевого значення «Борщагівський дуб»;
33. Ботанічна пам'ятка природи місцевого значення «Дуб Янати»;
34. Ботанічна пам'ятка природи місцевого значення «Дуб Котова»;
35. Ботанічна пам'ятка природи місцевого значення «Дуб Красицького»;
36. Ботанічна пам'ятка природи місцевого значення «Дуб Гуналі»;
37. Ботанічна пам'ятка природи місцевого значення «Гінкго Пост-Волинське»;
38. Ботанічна пам'ятка природи місцевого значення «Ясен Феофіла»;
39. Ботанічна пам'ятка природи місцевого значення «Святошин клен»;
40. Ботанічна пам'ятка природи місцевого значення «Велика липа Сироти»;
41. Ботанічна пам'ятка природи місцевого значення «Дуб Вєтрова»;
42. Ботанічна пам'ятка природи місцевого значення «Дуб Яковенка»;
43. Ботанічна пам'ятка природи місцевого значення «Дуб Якуніна»;
44. Ботанічна пам'ятка природи місцевого значення «Дуб Кирпоноса»;
45. Ботанічна пам'ятка природи місцевого значення «Дуби Петра Могили»;
46. Ботанічна пам'ятка природи місцевого значення «Дуби генерала Тарнавського»;
47. Ботанічна пам'ятка природи місцевого значення «Дуб Січових стрільців»;
48. Ботанічна пам'ятка природи місцевого значення «Бук Бурачинського»;
49. Ботанічна пам'ятка природи місцевого значення «Платани Липського»;
50. Ботанічна пам'ятка природи місцевого значення «Липи Івана Богуна»;
51. Ботанічна пам'ятка природи місцевого значення «Каштани Гришка»;
52. Ботанічна пам'ятка природи місцевого значення «Дуби Козловського»;
53. Ботанічна пам'ятка природи місцевого значення «Клен Казакова»;
54. Ботанічна пам'ятка природи місцевого значення «Дуби 6-го листопада»;
55. Ботанічна пам'ятка природи місцевого значення «Клени Яворницького»;
56. Ботанічна пам'ятка природи місцевого значення «Метасеквойя»;
57. Ботанічна пам'ятка природи місцевого значення «Каштан Воїнственського» (втрачена);
58. Ботанічна пам'ятка природи місцевого значення «Дуби Фролькіса»;
59. Ботанічна пам'ятка природи місцевого значення «Чарівні дуби»;
60. Ботанічна пам'ятка природи місцевого значення «Дуб Грюнвальда»;
61. Ботанічна пам'ятка природи місцевого значення «Липа Феодосія Печерського»;
62. Ботанічна пам'ятка природи місцевого значення «Тополі Бурдзинського»;
63. Ботанічна пам'ятка природи місцевого значення «Ясени Шарлеманя»;
64. Ботанічна пам'ятка природи місцевого значення «Платан Стачинського»
65. Ботанічна пам'ятка природи місцевого значення «Черешні Бурдзинського»;
66. Ботанічна пам'ятка природи місцевого значення «Перунів дуб»;
67. Ботанічна пам'ятка природи місцевого значення «Дуб Стеценка»;
68. Ботанічна пам'ятка природи місцевого значення «Татарський дуб»;
69. Ботанічна пам'ятка природи місцевого значення «Фортечні ясени»;
70. Ботанічна пам'ятка природи місцевого значення «Козацька верба»;
71. Ботанічна пам'ятка природи місцевого значення «Гнілецька верба»;;
72. Ботанічна пам'ятка природи місцевого значення «Велетень заплави»;
73. Ботанічна пам'ятка природи місцевого значення «Софіївські довгожителі»;
74. Ботанічна пам'ятка природи місцевого значення «Сирецький дуб»;
75. Комплексна пам'ятка природи місцевого значення «Дніпрові кручі»;
76. Комплексна пам'ятка природи місцевого значення «Замкова гора»;
77. Комплексна пам'ятка природи місцевого значення «Літописні гори»;
78. Ботанічна пам'ятка природи місцевого значення «Віковий ясен у пров. Лабораторному»;
79. Ботанічна пам'ятка природи місцевого значення «Партизанський дуб»;
80. Комплексна пам'ятка природи місцевого значення «Природне русло р. Либідь»;
81. Ботанічна пам'ятка природи місцевого значення «Величавий дуб»;
82. Ботанічна пам'ятка природи місцевого значення «Алея вікових дубів»;
83. Ботанічна пам'ятка природи місцевого значення «Байкова гора»;
84. Ботанічна пам'ятка природи місцевого значення «Дубовий гай з природною водоймою»;
85. Ботанічна пам'ятка природи місцевого значення «Багатовікове дерево дуба звичайного»;
86. Ботанічна пам'ятка природи місцевого значення «Група екзотичних дерев платана та смереки»;
87. Ботанічна пам'ятка природи місцевого значення «Вікове дерево дуба-красеня»;
88. Ботанічна пам'ятка природи місцевого значення «Крістерова гірка»;
89. Ботанічна пам'ятка природи місцевого значення «Дендропарк ім. Ак. Богомольця»;
90. Ботанічна пам'ятка природи місцевого значення «Віковий дуб-красень» (Інститут ендокринології АМН України);
91. Ботанічна пам'ятка природи місцевого значення «Дуб-довгожитель»;
92. Ботанічна пам'ятка природи місцевого значення «Старий дубовий гай»;
93. Гідрологічна пам'ятка природи місцевого значення «Виток р. Либідь»;
94. Ботанічна пам'ятка природи місцевого значення «Віковий велетенський екземпляр тополі чорної»;
95. Ботанічна пам'ятка природи місцевого значення «Група дерев бука лісового»;
96. Гідрологічна пам'ятка природи місцевого значення «Верхнє озеро-ставок з Китаївського каскаду озер»;
97. Ботанічна пам'ятка природи місцевого значення «Група вікових дерев тополі білої»;
98. Ботанічна пам'ятка природи місцевого значення «Вікове дерево клена-явора»;
99. Ботанічна пам'ятка природи місцевого значення «Група вікових дерев береки»;
100. Ботанічна пам'ятка природи місцевого значення «Група вікових дерев дуба»;
101. Ботанічна пам'ятка природи місцевого значення «Вікове дерево акації»;
102. Ботанічна пам'ятка природи місцевого значення «Вікове дерево ясена»;
103. Ботанічна пам'ятка природи місцевого значення «Вікове дерево туї західної»;
104. Ботанічна пам'ятка природи місцевого значення «Вікове дерево груші»;
105. Гідрологічна пам'ятка природи місцевого значення «Два водних джерела»;
106. Ботанічна пам'ятка природи місцевого значення «Віковий дуб» (вул. Кащенка);
107. Гідрологічна пам'ятка природи місцевого значення «Святе цілюще джерело»;
108. Ботанічна пам'ятка природи місцевого значення «Вікові дерева дуба»;
109. Ботанічна пам'ятка природи місцевого значення «Вікові дерева дуба і сосни»;
110. Ботанічна пам'ятка природи місцевого значення «Лісове урочище Крістерів»;
111. Ботанічна пам'ятка природи місцевого значення «Група дерев ялини звичайної»;
112. Ботанічна пам'ятка природи місцевого значення «Колекція лісовода Вінтера»;
113. Ботанічна пам'ятка природи місцевого значення "Віковий дуб «Бай-бай»;
114. Ботанічна пам'ятка природи місцевого значення «Платан Кащенка»;
115. Ботанічна пам'ятка природи місцевого значення «Ялиця Крістера»;
116. Ботанічна пам'ятка природи місцевого значення «Віковий дуб Крістера»;
117. Ботанічна пам'ятка природи місцевого значення «Вікові дуби» (вулиця Вишгородська);
118. Ботанічна пам'ятка природи місцевого значення «Вікові дерева софори японської»;
119. Ботанічна пам'ятка природи місцевого значення «Природний об'єкт цілини»;
120. Ботанічна пам'ятка природи місцевого значення «Віковий дуб» (парк «Нивки»);
121. Ботанічна пам'ятка природи місцевого значення «Віковий каштан»;
122. Ботанічна пам'ятка природи місцевого значення «Вікові липи, ясени, каштани»;
123. Ботанічна пам'ятка природи місцевого значення «Вікові липи і каштани»;
124. Ботанічна пам'ятка природи місцевого значення «Вікові дуби» (Головна астрономічна обсерваторія НААН України);
125. Ботанічна пам'ятка природи місцевого значення «Вікова липа»;
126. Ботанічна пам'ятка природи місцевого значення «Вікові дуби, липи і каштани»
127. Ботанічна пам'ятка природи місцевого значення «Вікові дуби і липи»;
128. Ботанічна пам'ятка природи місцевого значення «Віковий дуб» (вул. Омеляновича-Павленка);
129. Ботанічна пам'ятка природи місцевого значення «Бульвар ім. Т. Г. Шевченка»;
130. Ботанічна пам'ятка природи місцевого значення «Золотоворітський сквер»;
131. Ботанічна пам'ятка місцевого значення «Київська тополя»;
132. Ботанічна пам'ятка природи місцевого значення «Дерево Цоя»;
133. Комплексна пам'ятка природи місцевого значення «Зелена діброва»;
134. Комплексна пам'ятка природи місцевого значення «Витоки річки Нивки»;
135. Ботанічна пам'ятка природи місцевого значення «Три дуби»;
136. Комплексна пам'ятка природи місцевого значення «Реп'яхів яр»;
137. Ботанічна пам'ятка природи місцевого значення «Дуби — Голосіївські велетні»;
138. Ботанічна пам'ятка природи місцевого значення «Дуб Петра Могили»;
139. Ботанічна пам'ятка природи місцевого значення «Самбурські дуби»;
140. Ботанічна пам'ятка природи місцевого значення «Дуб ополченський»;
141. Ботанічна пам'ятка природи місцевого значення «Дуб Тотлебена»;
142. Ботанічна пам'ятка природи місцевого значення «Дуб Григорія Кожевнікова»;
143. Ботанічна пам'ятка природи місцевого значення «Катальпа красуня» (2021 р.);
144. Ботанічна пам'ятка природи місцевого значення «Дуб красень» (2021 р.);
145. Ботанічна пам'ятка природи місцевого значення «Квітковий рай» (Дарницьке ЛПГ, 2021 р.);
146. Ботанічна пам'ятка природи місцевого значення «Вікові сосни» (Дарницьке ЛПГ, 2021 р.);
147. Ботанічна пам’ятка місцевого значення «Райська яблуня» (територія НТУ КПІ, 2022 р.);
148. Ботанічна пам’ятка місцевого значення «Тис ягідний» (2022 р.);
149. Ботанічна пам’ятка місцевого значення «Квіткова» (2022 р.);
150. Ботанічна пам’ятка місцевого значення «Заплава орхідей» (2022 р.);
151. Зоологічна пам’ятка місцевого значення «Гай хижих птахів» (2023 р.).
152. Ботанічна пам’ятка місцевого значення «Броварська пуща» (2023 р.);
153. Ботанічна пам’ятка місцевого значення «Сонячна» (2023 р.);
154. Ботанічна пам’ятка місцевого значення «Зозулин яр» (2023 р.);
155. Ботанічна пам’ятка місцевого значення «Гронянка» (2023 р.);

Парки-пам'ятки садово-паркового мистецтва місцевого значення:
1. Парк-пам'ятка садово-паркового мистецтва місцевого значення «Кирилівський гай»;
2. Парк-пам'ятка садово-паркового мистецтва місцевого значення "Парк «Гамбурзький»;
3. Парк-пам'ятка садово-паркового мистецтва місцевого значення «Парк ім. Т.Шевченка»;
4. Парк-пам'ятка садово-паркового мистецтва місцевого значення «Міський сад»;
5. Парк-пам'ятка садово-паркового мистецтва місцевого значення «Парк ім. І.Багряного»;
6. Парк-пам'ятка садово-паркового мистецтва місцевого значення «Парк „Нивки“ (західна частина)»;
7. Парк-пам'ятка садово-паркового мистецтва місцевого значення «Хрещатий»
8. Парк-пам'ятка садово-паркового мистецтва місцевого значення «Парк Політехнічного інституту»;
9. Парк-пам'ятка садово-паркового мистецтва місцевого значення «Парк по вул. Кобзарській (колишній Кинь-Грусть)»;
10. Парк-пам'ятка садово-паркового мистецтва місцевого значення «Березовий гай»;
11. Парк-пам'ятка садово-паркового мистецтва місцевого значення «Аскольдова Могила»;
12. Парк-пам'ятка садово-паркового мистецтва місцевого значення "Парк «Слава»;
13. Парк-пам'ятка садово-паркового мистецтва місцевого значення «Парк Кіото».

Дендропарки місцевого значення:
1. Дендропарк місцевого значення «Юннатський»[1][3][4];

## Перспективи розширення природно-заповідного фонду Києва
Існуючої системи ПЗФ у м. Києві явно недостатньо. Охоронцями природи обґрунтовано на створення нових об'єктів природно-заповідного фонду місцевого значення ще більше 20 вікових дерев та близько 70 київських природних урочищ. Серед них Троєщинські та Осокорківські луки, Горбачиха, Долобецький острів, найцінніші ділянки Труханового острова: район озера Бабине та півострів Лісовий, урочище Покал — півострів Гострий, Обсерваторна гірка, залишки долини р. Дарничанка, Протасів Яр, гора Ліпинка, Надподільські гори та ін.